# Brie (Charente)
Brie è un comune francese di 4 222 abitanti situato nel dipartimento della Charente, nella regione della Nuova Aquitania.

## Storia

### Simboli
Il primo quarto riprende il blasone della famiglia de Nesmond, antichi signori di Brie; il girasole simboleggia il carattere rurale del villaggio; l'albero rappresenta la foresta della Braconne; nell'ultimo quarto è riprodotta l'insegna del  515e régiment du train che ha sede nel territorio del comune.

## Società

### Evoluzione demografica
Abitanti censiti